# Carlo Brisighella Eismann
Carlo Brisighella Eismann (Venezia, 1679 circa – Verona, 1720 circa) è stato un pittore italiano.

## Biografia
Di lui si sa abbastanza poco. Figlio di Mattia Brisighella, in giovane età fu adottato da Johann Anton Eismann, pittore di Salisburgo attivo a Venezia a partire dal 1644.
Fu discepolo di quest'ultimo e lo seguì Germania e in Italia per poi stabilirsi, dopo la sua morte, a Verona. Come il padre adottivo si specializzò nella rappresentazione di paesaggi e battaglie, generi allora assai di moda in Veneto.
Gli sono attribuite quattro battaglie conservate alla Gemäldegalerie di Dresda. Sua è forse anche la Veduta di un porto di villa Pisani a Stra, la quale reca la firma [...]isman.
È stato confuso con l'artista ferrarese Carlo Brisighella, operante qualche anno prima.